# Roman Braun
Roman Braun (* 1960 in Wien) ist ein österreichischer Autor, Trainer für Neuro-Linguistisches Programmieren (NLP), Entwickler des Trinergy-NLP, Master Coach der ICF, Lebens- und Sozialberater sowie Gründer von Trinergy International.

## Leben
Roman Braun studierte Psychologie, Philosophie, Pädagogik, Linguistik und Sportwissenschaften. Während seines Studiums leitete er bereits TZI-Gruppen (Themenzentrierte Interaktion). Nach dem Zivildienst, für den er vom Bundespräsidenten eine Belobigung für eine Lebensrettung erhielt, arbeitete er zunächst als selbstständiger Unternehmer.
Mitte der 1990er Jahre absolvierte er die NLP-Mastertrainer-Ausbildung bei Richard Bandler.
Es folgten Ausbildungen und Kooperationen mit John Grinder, Robert Dilts, Tad James, Bert Hellinger, Keith Johnstone und Lukas Derks.

## Karriere
1993 gründete Braun das Ausbildungsinstitut Trinergy International. Es entwickelte sich zu einem der größten Anbieter für NLP-Seminare im deutschsprachigen Raum.
Das Format „NLP-Kompakt & Trinergy“ zählt mit über 50.000 Teilnehmern zu den meistbesuchten NLP-Einführungsseminaren in Europa.
Braun entwickelte mit Trinergy-NLP einen eigenständigen NLP-Ansatz und ist außerdem Entwickler der Methode Akupulsur, SDI-System Dynamische Intervention., Timeline-Coaching.
Er ist Präsident der ECNLP (European Community for NLP), NLP-Lehrtrainer zahlreicher Verbände (INLPTA, ECNLP, ÖDV-NLP – NLP Verband, DVNLP), HA-NLP sowie Trinergy-Mastertrainer der ITA (International Trinergy Association), EASC, MCC (Master Certified Coach) der ICF (International Coaching Federation).
Seine weiteren Ausbildungen umfassen unter anderem Hypnose, Design Human Engineering, Time Line Therapy, systemische Aufstellungen, lösungsfokussierte Kurzzeittherapie, Provokative Therapie, Improvisationstheater und spirituelle Rituale.

## Veröffentlichungen
(Quelle: )
- mit Helmut Gawlas Amanda Schmalz, Edgar Dauz: Die Coaching-Fibel. Vom Ratgeber zum High Performance Coach. Linde, Wien 2004, ISBN 3-7093-0043-6
- mit Helmut Gawlas, Fritz Maywald: Führen ohne Drama. Die 8 größten Führungsirrtümer gelöst durch Trinergy-Strategien. Linde, Wien 2005, ISBN 3-7093-0085-1
- Die Macht der Rhetorik. Besser reden, mehr erreichen. Redline Wirtschaft, Heidelberg 2007, ISBN 978-3-636-01425-2
- NLP – Eine Einführung. Kommunikation als Führungsinstrument. Redline Wirtschaft, Heidelberg 2007, ISBN 978-3-636-01444-3
- NLP für Chefs und alle, die es werden wollen. Ueberreuter, Wien 2000, ISBN 3-7064-0706-X
- mit Renate Wustinger: Lehrer erhebt euch! Schneider Hohengehren, Baltmannsweiler 2015, ISBN 978-3-8340-1487-0

## Presseverweise
- Kronen Zeitung: „Waren Tränen echt? – Experte: ‚Meghan ist ungemein strategisch‘“, 20. September 2022[14]
- Kronen Zeitung: „Körpersprache-Analyse von Wiener Spitzenpolitikern“, 27. April 2025[15]
- Servus TV: Interview mit Dr. Roman Braun zu NLP und Coaching[16]
- TEDxVienna: „The Non-Trivial Side of Happiness“ – Vortrag von Dr. Roman Braun[17]